# Osteogaster
Osteogaster – rodzaj ryb sumokształtnych z rodziny kiryskowatych (Callichthyidae). Przez wiele lat uznawany za synonim Corydoras, w 2024 roku przywrócony do rangi odrębnego taksonu. 

## Opis
Kiryski o podłużnych ciałach z krótkimi, łagodnie zaokrąglonymi pyszczkami. Ząbkowanie na krańcu kolca płetw piersiowych pionowe lub skierowane wprzód. 

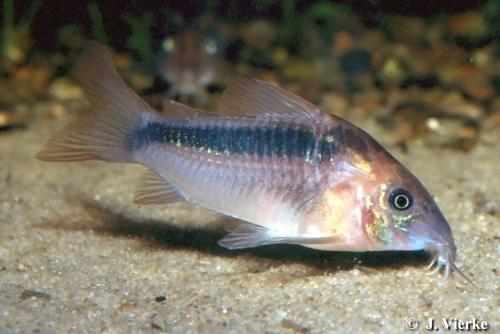
Kirysek rdzawy (O. rabauti)
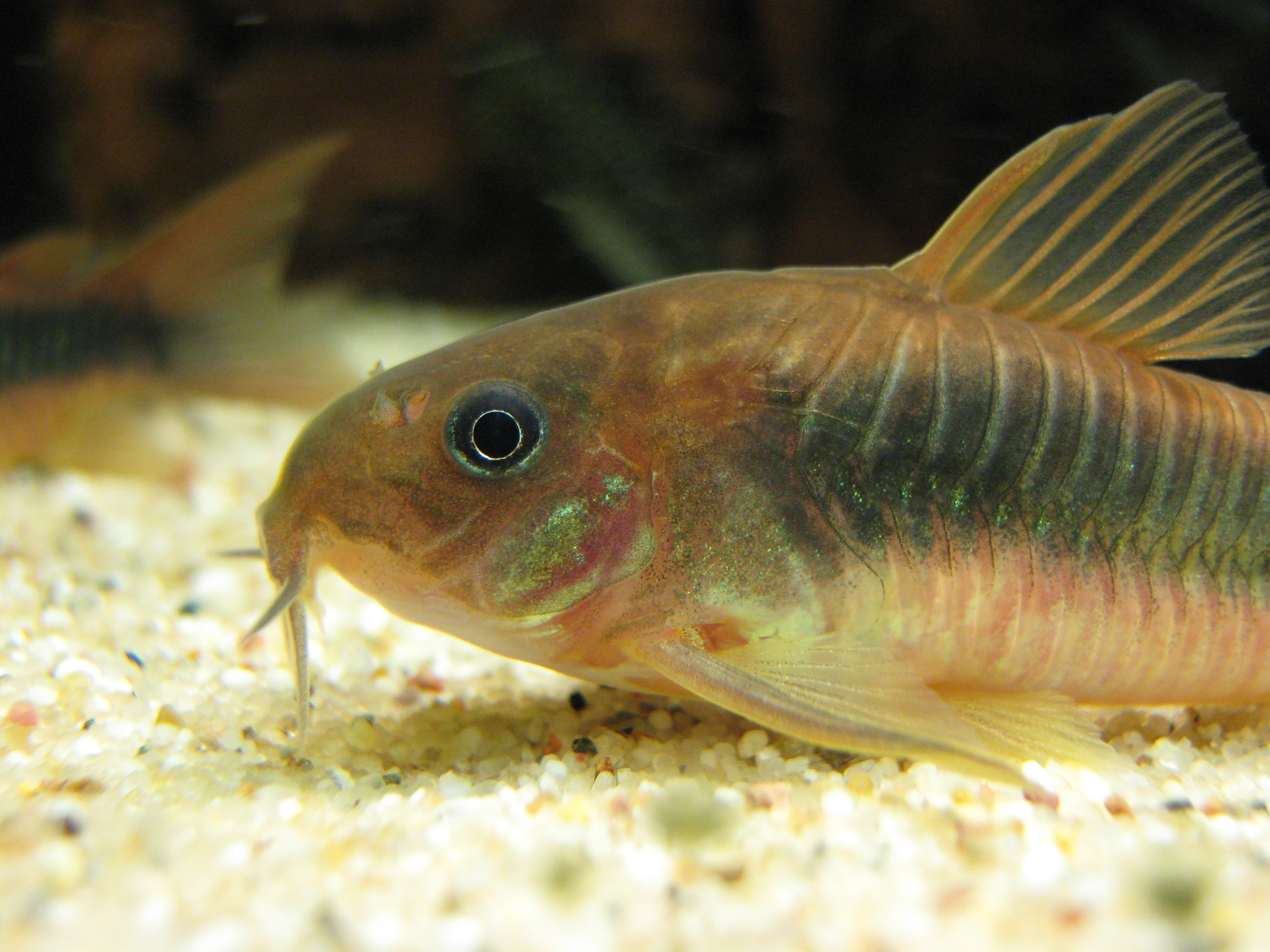
Kirysek spiżowy (O. aenea)
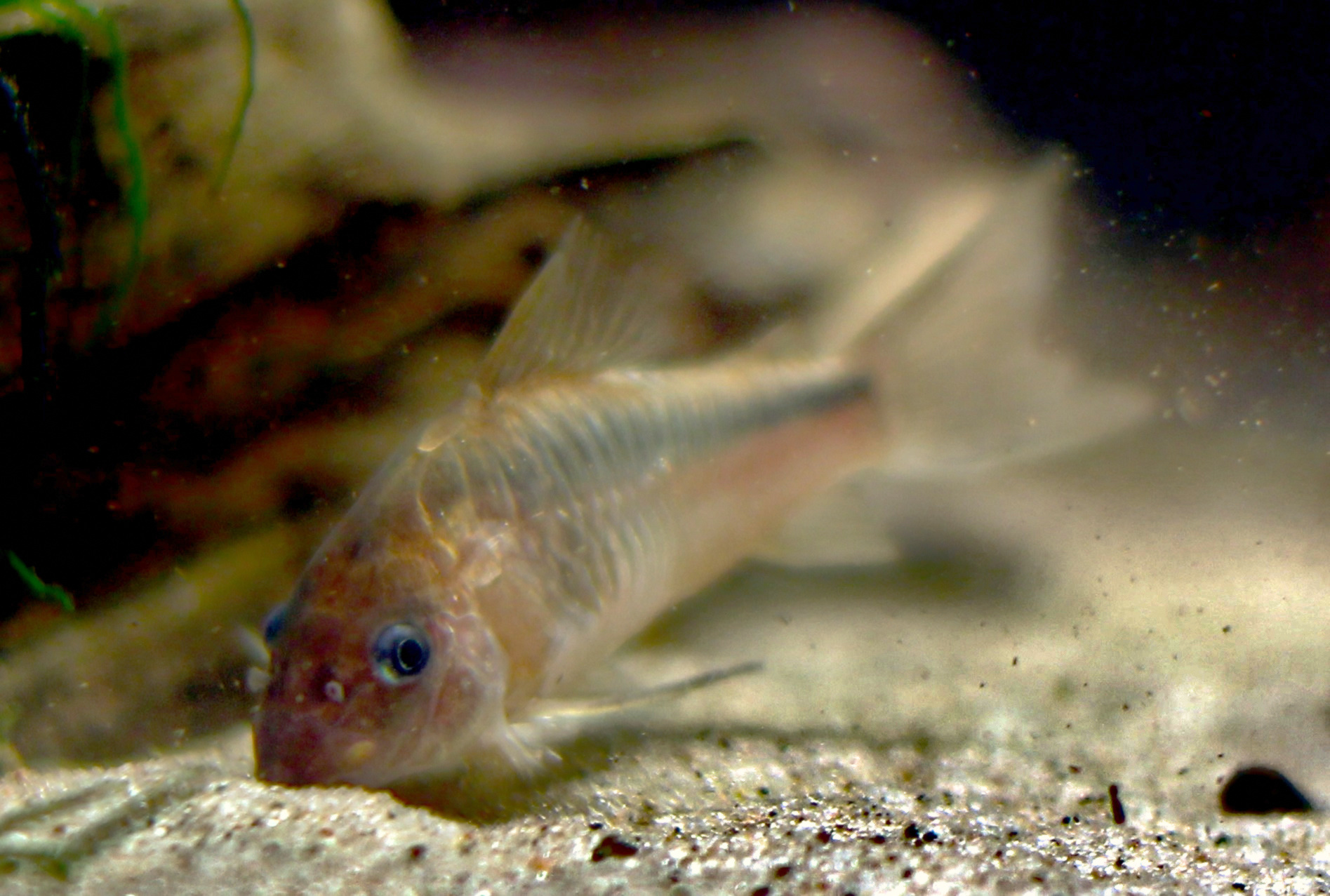
Kirysek sinogrzbiety (O. zygata)

## Klasyfikacja
Zgodnie z rewizją Corydoradinae z 2024, część gatunków wcześniej należących do rodzaju Corydoras została przeniesiona do wskrzeszonego rodzaju Osteogaster. Zrzesza on obecnie następujące gatunki:
- Osteogaster aenea Gill, 1858 – kirysek spiżowy
- Osteogaster eques Steindachner, 1876
- Osteogaster hephaestus Ohara, Tencatt & Britto, 2016
- Osteogaster maclurei Tencatt, Gomes & Evers, 2023
- Osteogaster melanotaenia Regan, 1912
- Osteogaster oharai Tencatt, Carvalho, Silva, & Britto, 2025
- Osteogaster rabauti LaMonte, 1941 – kirysek rdzawy
- Osteogaster zygata Eigenmann & Allen, 1942 – kirysek sinogrzbiety